# Donald's Fire Survival Plan
Pour plus de détails, voir Fiche technique et Distribution.
Donald's Fire Survival Plan est un documentaire sous forme de dessin animé de la série des Donald Duck produit par Walt Disney Productions pour Buena Vista Pictures sorti le 5 mai 1965.

## Synopsis
Walt Disney explique les précautions à prendre face au problème des incendies et prend Donald et ses neveux pour illustrer ses propos... 

## Fiche technique
- Titre : Donald's Fire Survival Plan
- Réalisateur : Les Clark
- Scénario : William Bosché
- Acteurs : Walt Disney (lui-même) et Clarence Nash (voix de Donald)
- Animateur : Jack Boyd, Bill Keil et Cliff Nordberg
- Décors : Frank Armitage
- Montage : Jim Love
- Directeur artistique : Kendall O'Connor
- Musique: George Bruns
- Producteur : Walt Disney et Ken Peterson (producteur associé)
- Société de production : Walt Disney Productions
- Distributeur : Buena Vista Pictures
- Date de sortie : 5 mai 1965
- Format d'image : couleur (Technicolor)
- Son : Mono (RCA Photophone)
- Durée : 11 minutes
- Langue : (en)
- Pays :  États-Unis